# Australiodillo primitivus
Australiodillo primitivus är en kräftdjursart som beskrevs av Albert Vandel 1973. Australiodillo primitivus ingår i släktet Australiodillo och familjen Armadillidae. Inga underarter finns listade i Catalogue of Life.